# العلاقات اليابانية اللاوسية
العلاقات اليابانية اللاوسية هي العلاقات الثنائية التي تجمع بين اليابان ولاوس.

## مقارنة بين البلدين
هذه مقارنة عامة ومرجعية للدولتين:
| وجه المقارنة                                              | اليابان         | لاوس        |
| --------------------------------------------------------- | --------------- | ----------- |
| المساحة (كم2)                                             | 377.97 ألف      | 236.80 ألف  |
| عدد السكان (نسمة)                                         | 126.79 مليون    | 6.86 مليون  |
| الكثافة السكانية (ن./كم²)                                 | 335.45          | 28.97       |
| العاصمة                                                   | طوكيو           | فيينتيان    |
| اللغة الرسمية                                             | اللغة اليابانية | اللغة اللاو |
| العملة                                                    | ين ياباني       | كيب لاوي    |
| الناتج المحلي الإجمالي (بليون دولار)                      | 4.87 تريليون    | 16.85 مليار |
| الناتج المحلي الإجمالي (تعادل القوة الشرائية) بليون دولار | 5.18 تريليون    | 38.71 مليار |
| الناتج المحلي الإجمالي الاسمي للفرد دولار أمريكي          | 34.52 ألف       | 1.82 ألف    |
| الناتج المحلي الإجمالي للفرد دولار أمريكي                 | 36.62 ألف       |             |
| مؤشر التنمية البشرية                                      | 0.903           | 0.575       |
| رمز المكالمات الدولي                                      | +81             | +856        |
| رمز الإنترنت                                              | .jp             | .la         |
| المنطقة الزمنية                                           | توقيت اليابان   | ت ع م+07:00 |

## منظمات دولية مشتركة
يشترك البلدان في عضوية مجموعة من المنظمات الدولية، منها:
| علم المنظمة | اسم المنظمة                        | تاريخ انضمام اليابان | تاريخ انضمام لاوس |
| ----------- | ---------------------------------- | -------------------- | ----------------- |
|             | يونسكو                             | 2 يوليو 1951         | 9 يوليو 1951      |
|             | مؤسسة التمويل الدولية              | 20 يوليو 1956        | 29 يناير 1992     |
|             | بنك التنمية الآسيوي                | 1966                 | 1966              |
|             | منظمة حظر الأسلحة الكيميائية       | ?                    | ?                 |
|             | مؤسسة التنمية الدولية              | 27 ديسمبر 1960       | 28 أكتوبر 1963    |
|             | وكالة ضمان الاستثمار متعدد الأطراف | 12 أبريل 1988        | 5 أبريل 2000      |
|             | منظمة الشرطة الجنائية الدولية      | ?                    | ?                 |
|             | الأمم المتحدة                      | 18 ديسمبر 1956       | 14 ديسمبر 1955    |
|             | البنك الدولي للإنشاء والتعمير      | 13 أغسطس 1952        | 5 يوليو 1961      |
|             | منتدى آسيان الإقليمي ‏              | ?                    | ?                 |

## وصلات خارجية
- موقع وزارة الخارجية اليابانية